# Pagamea plicatiformis
Pagamea plicatiformis är en måreväxtart som beskrevs av Julian Alfred Steyermark. Pagamea plicatiformis ingår i släktet Pagamea och familjen måreväxter. Inga underarter finns listade i Catalogue of Life.